# C/1689 X1
C/1689 X1 – kometa jednopojawieniowa, nie powróci już najprawdopodobniej w okolice Słońca. Można ją było obserwować gołym okiem.

## Odkrycie i orbita komety
Kometę C/1689 X1 odkrył Simon van der Stel 24 listopada 1689 roku w Kapsztadzie (Południowa Afryka). Kometa osiągnęła swe peryhelium 30 listopada tegoż roku i znalazła się w odległości 0,064 au od Słońca. Poruszała się po parabolicznej orbicie o nachyleniu 63,2° względem ekliptyki.